# ミシガン州出身著名人の一覧
この一覧はミシガン州出身の著名人についての記事を姓の50音順に配列したものである。

## あ行
- B・J・アームストロング - バスケットボール選手
- ドロシー・アシュビー - ジャズ・ミュージシャン
- ペッパー・アダムス - ジャズ・ミュージシャン
- ジム・アボット - 野球選手
- ヴィクター・アレクサンダー - バスケットボール選手
- ホアン・アトキンス - ミュージシャン
- ジェイ・ヴァン・アンデル - アムウェイ創設者の一人
- イギー・ポップ - ミュージシャン
- ローラ・イネス - 女優
- アーサー・ヴァンデンバーグ - 政治家
- シャノン・ウィッテム - 野球選手
- セリーナ・ウィリアムズ - テニス選手
- ジョージ・ウィンストン - ピアニスト
- クリス・ウェバー - バスケットボール選手
- ボブ・ウェルチ - 野球選手
- アイリーン・ウォーノス - 連続殺人者
- エディ・ウォーレン - モトクロスライダー
- ナラダ・マイケル・ウォルデン - ミュージシャン
- エミネム - ミュージシャン
- クリス・オーウェン - 俳優
- クリス・ヴァン・オールズバーグ - イラストレーター
- テリー・オクィン - 俳優

## か行
か
- ベティ・カーター - ジャズ歌手[1]
- ロン・カーター - ジャズ・ミュージシャン
- ベン・カーソン - 医師
- ヒーバー・ダウスト・カーチス - 天文学者
- ジム・カート - 野球選手
- カイカイ・カイラー - 野球選手 (アメリカ野球殿堂表彰者)
- リチャード・カイリー - 俳優
- キム・カシュカシャン - ヴィオラ奏者
- シーモア・カッセル - 俳優

き
- アンソニー・キーディス - ミュージシャン
- リチャード・キール - 俳優
- アルフレッド・V・キダー - 考古学者
- キッド・ロック - ミュージシャン
- カーク・ギブソン - 野球選手
- ジェイ・ギボンズ - 野球選手
- ハリー・キャラハン - 写真家
- ブルース・キャンベル - 俳優
- カーチ・キライ - バレーボール選手
- マイク・キンケード - 野球選手

く
- スージー・クアトロ - 歌手・俳優
- デイブ・クーリエ - 俳優
- アンクル・クラッカー - ミュージシャン
- ジュディ・グリア - 女優
- アール・クルー - ミュージシャン
- リック・クルーガー - 野球選手

け
- クリス・ケイマン - バスケットボール選手
- ディーン・ケイン - 俳優
- テリー・ゲリン - プロレスラー
- チャーリー・ゲーリンジャー - 野球選手 (アメリカ野球殿堂表彰者)

こ
- ダン・コーツ - 政治家
- ロジャー・コーマン - 映画監督
- フランシス・フォード・コッポラ - 映画監督
- テリー・コリンズ - 野球選手・監督

## さ行
- ザ・シーク - プロレスラー
- トム・サイズモア - 俳優
- ジェフリー・サックス - 経済学者
- レオ・サワビー - 作曲家
- フレデリック・シアーズ - 天文学者
- キエラ・キキ・シェアード - 歌手
- 厚切りジェイソン - お笑いタレント
- J Dilla - ミュージシャン、音楽プロデューサー
- ダレン・ジェームズ - ポルノ男優
- ブライアン・シコースキー - 野球選手
- トーマス・シッパーズ - 指揮者
- テッド・シモンズ - 野球選手
- ミルト・ジャクソン - ミュージシャン
- シャノン姉妹 - アダルトモデル
- ポール・シュレイダー - 脚本家、映画監督
- レナード・シュレイダー - 脚本家
- ビル・ジョイ - コンピューター技術者
- マジック・ジョンソン - バスケットボール選手
- エルヴィン・ジョーンズ - ミュージシャン
- シーダ・スコチポル - 社会学者
- スコット・スタイナー - プロレスラー
- リック・スタイナー - プロレスラー
- フランク・スタントン - 実業家
- ジェフ・スタントン - モトクロスライダー
- ソニー・スティット - ジャズ・ミュージシャン
- シェリル・ステューダー - 声楽家
- ジョン・スモルツ - 野球選手
- デヴィッド・スペード - 俳優
- スティーヴン・セガール - 俳優
- チャールズ・ソーンスウェイト - 地理学者

## た行
- クレイグ・タイトス - ボディビルダー
- トニー・タッカー - ボクサー
- ロブ・ヴァン・ダム - プロレスラー
- トム・デイビー - 野球選手
- ジェレミー・デイビス - 俳優
- リッチ・デヴォス - アムウェイ創設者の一人
- サミュエル・ティン - 物理学者
- トマス・E・デューイ - 政治家
- ポール・アンソニー・テレック - 陸上競技選手
- ピンクロン・トーマス - ボクサー
- リリー・トムリン - 女優
- ヴァーン・J・トロイヤー - 俳優

## な行
- ケビン・ナッシュ - プロレスラー
- ハル・ニューハウザー - 野球選手 (アメリカ野球殿堂表彰者)
- トルーマン・ニューベリ - 政治家
- 野村佑希 - 野球選手

## は行
は
- レイ・パーカーJr. - ミュージシャン
- エリザベス・バークレー - 女優
- エレン・バースティン - 女優
- クリス・バード - ボクサー
- ドナルド・バード - ミュージシャン
- ボブ・バーマー - 情報工学者
- ジム・パチョレック - 野球選手
- ベティ・ハットン - 女優、歌手
- ジェイソン・バリテック - 野球選手
- スティーブ・バルマー - 実業家
- ケニー・バレル - ジャズ・ミュージシャン
- キム・ハンター - 女優
- ジョージ・ハンフリー - 政治家

ひ
- モリス・ピーターソン - バスケットボール選手
- ジョン・ヒューズ - 映画監督
- ウィリアム・ヒューレット - 実業家、ヒューレット・パッカード創設者の一人

ふ
- モード・ファリスルーズ - かつて世界最高齢者だった人物
- シェリリン・フェン - 女優
- ヘンリー・フォード - 実業家、フォード・モーター創業者
- スティーブ・フォックス - 野球選手
- グレン・フライ - ミュージシャン、イーグルスのフロントマン
- ジェリー・ブラッカイマー - 映画プロデューサー
- スーザン・メイ・プラット - 女優
- トミー・フラナガン - ミュージシャン
- アベリー・ブランデージ - 陸上競技選手
- ディー・ディー・ブリッジウォーター - ジャズ・ミュージシャン
- テリー・ブルンク - プロレスラー
- セルマ・ブレア - 女優

へ
- チャーリー・ヘイガー - 野球選手
- ビル・ヘイリー - ロックンロール・ミュージシャン
- パット・ヘントゲン - 野球選手
- エリザベス・ヘイドン - 作家
- ラリー・ペイジ - 実業家

ほ
- ウィリアム・ボーイング - 実業家、ボーイング創業者
- ティファニー・ポーター - 陸上競技選手（イギリス代表）
- マイケル・ポーター - 経営学者
- ボボ・ブラジル - プロレスラー

## ま行
- マイク・マーシャル - 野球選手
- ケニオン・マーティン - バスケットボール選手
- ラリー・マクフェイル - 球団経営者 (アメリカ野球殿堂表彰者)
- ウィンザー・マッケイ - 漫画家
- マドンナ - 歌手
- ジョン・N・ミッチェル - 元司法長官、ウォーターゲート事件で逮捕された人物
- トニー・ミッチェル - 野球選手
- ジェフ・ミルズ - ミュージシャン
- マイケル・ムーア - ジャーナリスト・映画監督
- ポール・モートン - 政治家
- フォレスト・モールトン - 天文学者
- コリーナ・モラリュー - テニス選手

## や行
- フランク・ヤシック - 野球選手
- ジェフリー・ユージェニデス - 作家
- トム・ヨーキー - 球団経営者 (アメリカ野球殿堂表彰者)

## ら行
- リーヴァイ・ミューエンバーグ - フリーランニング選手
- リング・ラードナー - 作家、ジャーナリスト
- サム・ライミ - 映画監督
- メアリー・リン・ライスカブ - 女優
- ニール・ラビュート - 映画監督
- ミシェル・ラフ - 声優
- アレクシー・ララス - サッカー選手・ミュージシャン
- ルース・ラレード - ピアニスト
- ダイアン・リーヴス - 歌手
- マシュー・リラード - 俳優
- アビー・リンカーン - ジャズ・ミュージシャン
- チャールズ・リンドバーグ - 飛行家、大西洋単独無着陸飛行を世界で最初に成功させた人物
- ボション・レナード - バスケットボール選手
- ドナルド・レモン - 野球選手
- ジェイレン・ローズ - バスケットボール選手
- パイパー・ローリー - 女優
- ダイアナ・ロス - ミュージシャン
- シュガー・レイ・ロビンソン - ボクサー
- スモーキー・ロビンソン - ソウル・ミュージシャン
- ミット・ロムニー - 政治家

## わ行
- ジョニー・ワーハス - 野球選手
- ロバート・ワグナー - 俳優
- スティーヴィー・ワンダー - ミュージシャン